# سادوویتسا
سادوویتسا (به بلغاری: Sadovitsa) یک منطقهٔ مسکونی در بلغارستان است که در شهرستان مومچیلگراد واقع شده‌است.